# 還付金
| ウィキペディアには「還付金」という見出しの百科事典記事はありません（タイトルに「還付金」を含むページの一覧/「還付金」で始まるページの一覧）。 代わりにウィクショナリーのページ「還付金」が役に立つかもしれません。 |